# Amelia Załuska
Amelia Załuska z Ogińskich (ur. 10 grudnia 1805 w Zalesiu, zm. 5 września 1858 w Ischii) – polska kompozytorka, poetka, malarka, współzałożycielka (wraz z mężem, Karolem) uzdrowiska Iwonicz-Zdrój, dama Orderu Gwiaździstego Krzyża.

## Życiorys

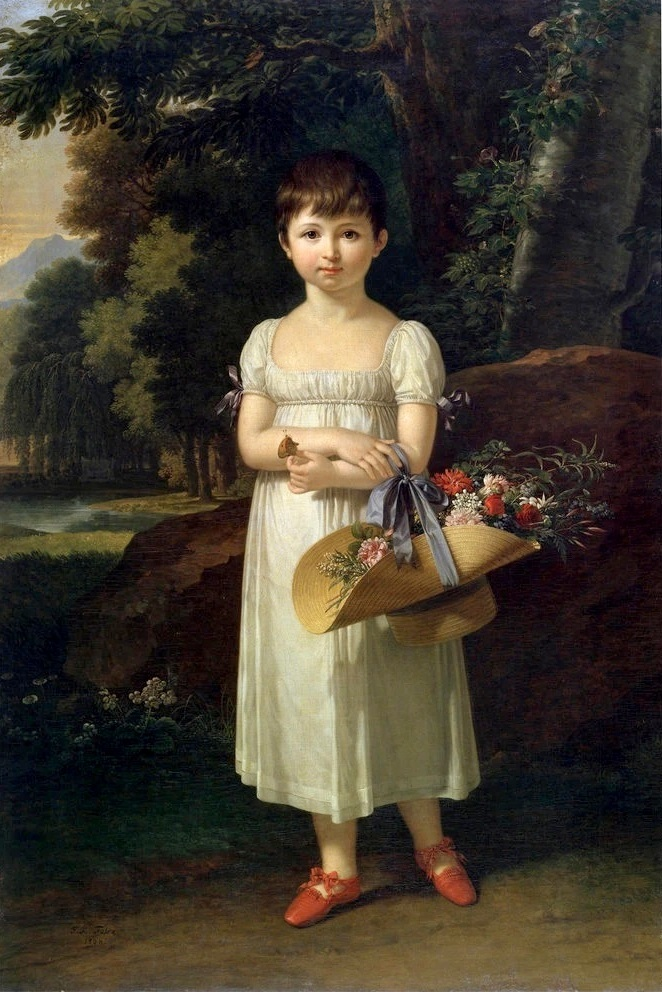
Amelia Ogińska w wieku 3 lat na obrazie François-Xaviera Fabre’a

Była córką kompozytora Michała Kleofasa ks. Ogińskiego (1765–1833) i Marii Nèri (1778–1851), śpiewaczki. Z domu rodzinnego wyniosła zamiłowanie do nauki, literatury i muzyki. Znała kilka języków: francuski, angielski, włoski (jej matka była Włoszką) i niemiecki. Znała również łacinę, rosyjski i litewski. Od najmłodszych lat odbywała dalekie podróże. Dzięki kształceniu się u wybitnych nauczycieli muzyki opanowała biegle grę na fortepianie i posiadała wiedzę teoretyczną potrzebną do uprawiania kompozycji. Z pasją zajmowała się poezją. Pisała wiersze okolicznościowe i malowała. Skomponowane przez nią utwory na fortepian to m.in.: Polonez c-moll na cztery ręce, Polonez A-dur, Mazurek d-moll, Polka, trzy Walce, i krótkie utwory: Marche de Cavallerie i Les Adieux à Joseph (Souvenir) i Walce zatytułowane Echa Iwonicza, opublikowane anonimowo w Wiedniu.
Do Iwonicza przybyła z Kłajpedy, będąc już żoną Karola Załuskiego. Ślub ich odbył się 11 maja 1826 w Kościele Karmelickim w Wilnie. Lata 1831–35 Załuscy spędzili w państwie pruskim, w Kłajpedzie. Po konfiskacie majątków na ⁣⁣Litwie⁣⁣ i utracie prawa do mieszkania przeprowadzili się w 1837 do Galicji i objęli Iwonicz. W latach 1837–1845 Amelia pomagała mężowi w budowie uzdrowiska. Można ją uznać za pierwszego urbanistę i architekta uzdrowiska. Według jej projektów i pod jej nadzorem powstawały pierwsze zabudowania uzdrowiskowe. W tym czasie odbudowano źródła za pomocą drewnianej cembrowiny, a nad nimi postawiono klasycystyczny kiosk na ośmiu kolumnach. Stanowi on dziś najcenniejszy zabytek małej architektury uzdrowiska. Wybudowano zakład kąpielowy, budynki dla kuracjuszy i zabudowania usługowe. W parku zdrojowym ustawiono zegar słoneczny. Dla wygody leczących się wybudowano chodniki, ścieżki, a na potoku oryginalne drewniane mostki. W 1842 uruchomiono sklepy w specjalnie wybudowanym dla tego celu piętrowym budynku nazwanym „Bazarem”.
Pomagała okolicznym mieszkańcom. W 1847 zorganizowała pomoc dla ludzi dotkniętych tyfusem.
Zmarła w 1858 w Ischii we Włoszech i tam została pochowana. Imię jej nosi jedno ze źródeł mineralnych w Iwoniczu-Zdroju. W kościele parafialnym w Iwoniczu znajduje się tablica pamiątkowa. W 2002 Gimnazjum w Iwoniczu-Zdroju otrzymało imię „Amelii i Karola Załuskich”.
Z małżeństwa z Karolem hr. Załuskim miała jedenaścioro dzieci. Są to: Michał Karol Załuski (1827–1893) żonaty z Heleną hr. Brzostowską, Teofil Załuski (1828–1829), Maria (1829–1910) zamężna z Władysławem Gołaszewskim, Emma (1831–1912) zamężna z Teofilem Wojciechem Ostaszewskim, Józef Załuski (1832–1834), Karol Bernard Załuski (1834–1919), Ireneusz Załuski (1835–1868), Stanisław Maria Załuski (1838–1904), Iwo Załuski (1840–1881), Ida (1841–1916) zamężna z Hugonem hr. Seilernem i Franciszka Fanny (1843–1924) zamężna z Witem hr. Żeleńskim.